# 漢文
漢文（かんぶん）とは、古代中国の文語体の文章のこと。または中国人・日本人・朝鮮人・ベトナム人によって書かれる古典的な文章語のうち、漢字を用いて中国語の文法で書かれたものをいう。

## 概説

### 言語名
現代の中国語では漢文を「文言」または「古文」と呼び、朝鮮語では日本語と同様に「漢文」（한문、ハンムン）と呼ぶ。
英語では「Classical Chinese」（古典中国語）または「Literary Chinese」（文語中国語）と呼び、日本の漢文訓読語を「Kanbun」と呼ぶ。

### 定義と範囲
中国語の文章は文言と白話に大別できるが、漢文は書き言葉である文言を用いた文章のことであり、白話文や読み下し文などは漢文とは呼ばない。通常、日本における漢文とは、訓読、読み下しという法則ある方法で日本語の語彙や文法によって訳して読む場合のことを指し、訓読で適用し得る文言のみを対象とする。もし強いて白話文を訓読するとたいへん奇妙な日本語になるため、白話文はその対象にならない。白話文は、直接口語訳するのがよく、より原文の語気に近い訳となる。
現存する白話の文献としては唐以後の禅家の語録（『碧巌録』など）が最初であり、つづいて宋代の儒家の語録、元代の演劇の脚本、明代以降の白話小説が現れる。20世紀初めまで中国における文章は、その白話が5%、文言が95%という比率であったが、現在では逆に白話が95%、文言が5%となっている。これは1910年代に行われた白話運動（胡適による理論と魯迅による実践）という変革の結果であり、白話文が近代文学の文体となっている。

### 特徴
漢文の特徴、ことにその美しさについて一般的に言われることは、簡潔ということである。漢文はその発生の初めから知的に整理された中国の文章語で、紀元前の文献である『論語』や『孟子』のころにはすでに記載語として成立していた。その文章は当時の口語の煩雑さを整理して、より簡潔な形に凝集させたものである。そしてこの文体の志すところはその簡潔の美のみではなく、もう一つの重要なものとして、リズムの美があった。
簡潔さの例として、まず漢文では時制が省略される。ゆえに現在か未来か過去かは読者の判断にゆだねられる。また句と句、語と語の間の関係が、条件と結果であるとき、順接であるとき、逆接であるとき、いずれも概ね語順によってのみ示され、これも読者の判断にまかされる。ゆえに漢文の文法は簡単であるが、常識によって理解されるという特徴がある。さらに助字（而・之・於・者・焉の類）も省略される。中国語には助字を添加してもしなくても文章が成立するという性質がある。よってこれを日本語に訓読する場合は、「てにをは」を添加する必要がある。
このような簡潔を追求した原因は、その表記法として漢字が用いられたことにある。その表語文字である漢字のみを使用する中国では、口頭の語としては発生し存在しても、それを表記すべき漢字がまだ用意されていないということが起こり得る。現在の中国では口語をそのまま表記する方法はほぼ完備されているが、古代では多くの語が表記すべき漢字を持たないことがあった。従って古代の記載法は、漢字として表記できる語だけを口語の中から抜き出して書くという方法をとった。中国語にはそれを許容する性質がある。このようにして文章語が口語よりもより簡潔な形であると意識されたとき、文章語は意識的に簡潔な上にも簡潔な方向へと自らを練り上げて行った。『論語』の文章はすでにその段階にあり、当時の口語とは相当の違いがあったと推察される。
一方、漢文はリズムに敏感な詩のような性質を常に保持し、そのリズムの基礎は四字句が中心になっていることが多い。こうしたリズムの組成のために助字がしばしば作用する。助字は、あってもなくてもよい語であるという性質を利用して、簡潔とは逆行するが、助字を添加することによってリズムを完成させ、文章を完成させる。よってこのようなリズムの充足のために添えられた助字は、はっきりした意味を追求しにくいことがよくある。またこの四字句などは、しばしば対句的な修辞となる。つまり同じ文法的条件の語を同じ場所におく、繰り返しのリズムである。この対句は中国語の性質から成立しやすいものであり、その萌芽が『老子』をはじめとする古代の文章にしばしば見える。これがやがて律詩を生み、中世の美文・四六駢儷文を生んだ。

## 分類
以下のものに分かれる。
純漢文
古代中国の古典文語文法で書かれたもの。純粋漢文、正則漢文とも。現代中国では「文言文」と呼ぶ。
変体漢文
それ以外の変則的な文法の漢字文章。普通話や国語といった現代中国語文（現代中国では「漢文」〔簡体字: 汉文〕と呼ぶ）やその諸方言文、白話体、日本独自の和習や万葉仮名を含んだ漢文および漢字のみの日本語文、新羅・高句麗の語習を多く含んだ碑文など。

## 文法

### 語順
基本的な語順は以下の通りである。
主語－修飾語－述語－目的語
子曰，學而時習之、不亦説乎。――『論語』
（書き下し）子曰(いは)く、学びて時に之を習ふ、亦た説ばしからずや。
主語－修飾語－述語－補語
其劍自舟中墜於水。――『呂氏春秋』
（書き下し）其の剣、舟中より水に墜つ。
主語－修飾語－述語－目的語－補語
王之臣有託其妻子於其友而之楚遊者。――『孟子』
（書き下し）王の臣に其の妻子を其の友に託し楚に之(ゆ)きて遊ぶ者有り。
主語－修飾語－述語－補語－目的語
主語－修飾語－述語－補語－補語
然不自意能先入關破秦、得復見將軍於此。――『史記・項羽本紀』
（書き下し）然れども自ら意はざりき、能く先づ関に入りて秦を破り、復た将軍に此に見ゆることを得んとは。
- 修飾語には前置詞句、副詞、時間詞、助動詞がなり得る。
- 述語には動詞、形容詞がなり得る。

### 現代中国語との相違点
1. 疑問代名詞が目的語として用いられた時、目的語が述語或は接置詞の前に置かれる。[独自研究?]
2. 否定文中で、代名詞が目的語として用いられた時、目的語が述語或は接置詞の前に置かれる。[独自研究?]
3. 現代中国語のように、「把」を用いて目的語を前に出すことは正則としては無い。[要出典][注 2]

## 中華圏
黄河流域に発生した黄河文明は、言語を筆記する文字として漢字を生み、漢字で文字記録を行う文化を発達させた。ところが、漢字は異なる言語を用いる複数の文化集団によって受容されたため、漢字による文章を取り交わす圏内で共通の文語が形成されていった。これが、漢文の誕生であると言え、漢文を共通文語として用いる文化圏が、正に後の政治的統一中国の原型となった。最初の長期安定統一政権なる漢代には中央と地方との文書のやり取りの中で漢文法が確立し、以降中国ではこの漢代の伝統的な文法に従って、文章が書かれていくことになり、時代や地域によって口語は多様だったにもかかわらず、文語である漢文の文法上の変化は少なかった。普通「漢文」というと、このような伝統的な文法に従っているもの（正則漢文）を指す。
また、漢文で書かれた中国の書物は漢籍（かんせき）と言う。そこには現代中国の書籍は含まない。
もちろん話し言葉のレベルでは変化が大きく、また地域差もあったが、このような変化が書き言葉に影響を及ぼすことはなく、むしろ様々な口語を話す東アジア諸民族は共通文語である漢文によって結び付けられていた。逆に各地域の口語こそ漢文から強い影響を受けてきた。普通話・台湾語・広東語・ベトナム語・日本語・朝鮮語などは著しい地域差を持ちながらも、漢文によって一定の共通項を持った言語群の形成につながったと考えられる。近世に入ると、中国でも民衆文化が花開くようになり、民衆の話し言葉（白話）を取り入れた小説なども編まれていく。しかし、決して官僚の政論や上流階級の文学作品のようなものに取り入れられることはなかった。
20世紀初頭には、中国では魯迅らの働きによって、正則漢文を捨てて話し言葉の文体が試みられた。ここに、現代中国語文が確立した。現代中国語文も、漢字を並べて書くという点では従来の漢文と異ならないが、一種の変体漢文であり、文法的には漢文と大きく異なるようになった。それゆえ、現代中国語文を漢文と呼ぶことはまずない。なお、現代中国では「漢文」は日本で言うところの漢文のほか、白話文、現代中国語文など漢民族の書記言語の総称として用いられ、日本語の「漢文」に相当する語は文言文（単に文言とも）である。これはちょうど日本人が変体漢文を正則漢文と区別しないのと似ている。日中いずれの場合も漢文を自己の属する文化のものと見なしている。日本の高等学校の漢文も国語科の一つである。
中華人民共和国成立以降は、正則漢文で文章が書かれることは、滅多になくなった。たとえ正則漢文を真似る場合でも、口語の影響で崩れた漢文がほとんどである。

### 現代中国における漢文
現在の中国語社会は白話文を主に文章に用いているが、漢文は今なお重視されており、白話文に対し一定の影響力を持っている。現在でも多くの人が好んで白話文を書く時に漢文の"典故"や"詩詞"を引用し、また華人社会で普遍的に作られる対聯などで漢文が用いられる。また中国文学を学ぶ人間にとって、漢文の訓練は欠かせないものである。中国大陸と台湾では、漢文は必修である。学生は小学5、6年生の段階から漢文に触れはじめ、段々と量を増し、高校の段階では漢文は基本的に国語の授業の主体となる。
現在、中華地区の経済の急速な発展に伴い、人々は段々と自身の伝統的な中華文化を重視し肯定するようになった。よって漢文もより重視されるようになった。漢文復興は、現代中国文化復興運動の焦点の一つである。漢文の発生と中国文化復興運動の発生は、ともに深い歴史的背景を持ち、中華民族復興運動の有機的部分である。漢文復興は一見すると、胡適らの提唱した白話文の否定のようだが、実際には白話運動の連続上にある。白話文の推奨は極限まで広義の文化の受け手を増加させたが、しかし伝統中国文化の直接の受け手を少しずつ少なくしてしまい、中国文化の伝承は未曽有の脅威を受けることとなった。完全に正確に中国文化を伝承するという需要に基づき、漢文復興は歴史の必然となった。漢文復興は白話文の存在や価値を否定するものではない。
中国大陸の漢文復興は80年代にその萌芽がみられる。漢文復興という概念は、青年学者の劉周が「中国文化復興的第一歩（倡議書）」で提出したもので、2007年に提出された『光明日報』「百城賦」で、国家の漢文復興を遇する態度を表明した。武漢大学哲学学院教授の彭富春は、古代中国語教育の強化をすべきと提案し、また漢文の国語教育での比重の強化や、漢文は白話文を上回るべきであるということや、国家レベルでの古代中国語言語テストの設置などの提議をした。
また、台湾に遷った中華民国政府では、漢文はなおしばしば公文書の中に使用されている。例えば立法院が前立法委員の黄淑英を顧問に招聘する公文書では、漢文を使って書かれた。しかし用語が難解であり、「綆短汲深」（釣瓶のひもが短く井戸が深い。職に能力が及ばないことの例え）などの珍しい語彙があったため、書類を受け取った黄淑英は理解できなかった。立法委員の張曉風は手紙は相手が読んで理解できるほうが誠意があると主張した。
ネット上では、漢文は熱心なネットユーザーの推奨と発揚を受けており、その中でも比較的に代表性のあるものとして漢文版ウィキペディア（維基大典）等があげられる。

## 中国以外の諸国
日本・朝鮮・ベトナム及び中国などの国家・民族は、漢字および漢文を取り入れて俗語の文字記録を開始した。これらの国では、はじめ漢文文明の共通体として書かれているような文法（純粋漢文）で記していたが、漢文とは全く体系の違う自国語の表記にも漢字を利用しようとした。ここで、漢文と自民族語が混交した変体漢文が生まれた。変体漢文とは規範的な漢文が何らかの理由で崩れ、変則的または破格となった漢文文体のことであり、日本や朝鮮半島などで生まれ、使用された。さらに、日本・朝鮮・ベトナムではそれぞれ仮名・ハングル・字喃と呼ばれる自国語の新しい文字を開発し、また中国では宋代ごろから口語専用の新俗字が作られ、これらの新文字と漢字を組み合わせて自国語を表記するようになった。この段階に入った文はもはや「漢文」とは呼ばれない。

### 日本
日本に初めて漢文が入ってきたのが何時かと言うことをはっきり定めることは出来ない。しかし、『後漢書』には、57年に倭の奴国が後漢の光武帝に使して、光武帝により、奴国の君主が倭奴国王に冊封され金印を綬与されたという記事があり、江戸時代に発見された金印には「漢委奴国王」という漢字が刻まれていた。この記事からすると、当時の倭国の人々が全く漢文が分からなかったとは考え難い。
また、現存する日本最古の歴史書である『古事記』の応神記には、
原文
故受命以貢上人、名和邇吉師。即論語十巻、千字文一巻、并十一巻、付是人即貢進。
現代語訳
（百済は、応神天皇の）命令を受けて和邇吉師という名の人を奉った。そして、論語10巻・千字文1巻のあわせて11巻（の書物）をこの人に付けて献上した。
という記述があり、更に『古事記』と同時代の歴史書である『日本書紀』の応神紀の記事には、
原文
十五年秋八月壬戌朔丁卯、百濟王遣阿直岐。（中略）阿直岐亦能讀經典。即太子菟道稚郎子師焉。於是天皇問阿直岐曰、「如勝汝博士亦有耶。」對曰、「有王仁者、是秀也。」（中略）十六年春二月、王仁來之。則太子菟道稚郎子師之。習諸典籍於王仁。莫不通達。
現代語訳
（応神天皇）15年（西暦284年）の8月6日、百済王が阿直岐を遣わした。
阿直岐は（儒教の）経典も読むことが出来た。そこで、皇太子である菟道稚郎子の先生にした。ここにおいて、天皇は阿直岐に「お前より優れているような博士はまだいるか」と訊ねた。（阿直岐は）「王仁という者がいまして、この者は優れています」と答えた。
（応神天皇）16年（西暦285年）の2月、王仁が来た。直ちに王仁を皇太子である菟道稚郎子の先生にした。（皇太子は）諸々の典籍を王仁に習い、理解しないものはなかった。
という記述がある。この2つの記事が、日本の歴史書において、文字が伝来した最初の記録である。もっとも、この記事に書かれている事件が本当に起きた訳ではない。「千字文」は、6世紀前半に作られたものであり、5世紀前後の大王であったと考えられている応神天皇が手に入れられるはずがない。まして『日本書紀』で述べられているような3世紀後半ではなおさらである。しかし、この記事が全くの作り話かというとそうではない。
まず、当時の渡来人達が様々な技術を日本に齎した事実に関しては疑いのない処であり、そうした技術を齎した人々全てが非識字者であったとは考えにくい。名前が今日伝わらなくても、文字を読解し筆記するだけの知識を有した人が日本へ移り住んだ人の中には当然に存在し、その知識が一種の技術として日本側に受け入れられていったと考えた方がより適切である。
この記事は、漢文が入ってきた頃は、渡来系の氏族が書記の任務に当たっていたということ、倭国土着の豪族たちは、渡来人たちに書記の仕事をさせていたと言うことを示しているのである。また、『日本書紀』の記事で菟道稚郎子が漢文を習ったと書かれているように、非渡来系の豪族も、渡来系氏族から漢字・漢文を学んでいったと考えられている。このような導入されたばかりの時期の漢文は、中国本土の正則漢文の文法に従い、声調なども用いた中国語の発音に従って読んでいたと考えられている。
しかし、時代が下るにつれて、日本語を記す為に漢字を用いようという動きや、外国語として漢文を読むのではなく、日本語として読めるようにしようという動きが出てきた。たとえば、春という漢字をそれまで中国語風にシュンと発音していたが、この「シュン」と意味が近いやまと言葉である「はる」と発音するようになった。さらに漢字も、書かれている順（中国語の文法に沿った順）にではなく、日本語の文法に沿った順に読むようになっていく。
子曰、吾十有五而志於學。三十而立。四十而不惑。五十而知天命。六十而耳順。七十而從心所欲不踰矩。（『論語』巻一・為政第二）
といった文章をそれまでは、中国語音で読むだけであったが、
しの いはく（のたまはく）、われ とを あまり いつつ にして まなぶに こころざす。みそぢ にして たつ。よそぢ にして まどはず。いそぢ にして あめの みことを しる。むそぢ にして みみ したがふ。ななそぢ にして こころの ほる ところに したがひて のりを こえず。
といったように、純然たるやまと言葉として読むようになった。このように、漢文を日本語ふうに読むことを訓読という。このことは、日本語を記すために漢字を用いるという動きにつながっていく。
漢文訓読体は奈良時代頃の言葉を基本にした独特の文体であり、日本語の書き言葉・話し言葉にも大きな影響を与えた。またその後長きに渡り日本の公用語として用いられ、特に上流階級や知識人（文化人）の教養として嗜まれ一種のステータスシンボルとしての側面を持っていた。江戸時代には武士や公家の子弟は漢文の教育を受けるようになっていた。
漢字を用いた日本語の記し方には大きく2つあり、漢字の音を借りて表記する方法と、漢字の意味を借りて表記する方法がある。
漢字の音を借りて表記する方法（音）
下のやまと言葉を、
やまとは　くにのまほろば　たたなづく　あをかき　やまごもれる　やまとしうるはし
このように、漢字の音を借りて表記する（万葉仮名）。
夜麻登波　久爾能麻本呂婆　多多那豆久　阿袁加岐　夜麻碁母礼流　夜麻登志宇流波斯（『古事記』景行記）
漢字の意味を借りて表記する方法（訓）
この方法では、純粋漢文のように書き、それをやまと言葉として読む。しかし、やまと言葉として分かりやすいように純粋漢文の文法に反する文と成ることがある。こういった文を変体漢文という。
例えば、下の変体漢文を
悉言向和平山河荒神及不伏人等。（『古事記』景行記）
次のように訓読する。
やまかはの　あらぶるかみ　および　まつろはぬ　ひとらを　ことごとく　ことむけやはす。
「言向和平」といった用法は本来の漢文の文法に従えば、ありえない。しかし、「ことむけやはす」というやまと言葉を表現するために、変体漢文にしているのである。
2つの方法の併用
以上で述べた2つの用法を混用することも可能であり、これが和漢混淆体へとつながっていく。
新年乃始乃　波都波流能　家布敷流由伎能　伊夜之家餘其騰（『万葉集』20巻）
太字の部分が、訓で、それ以外のところが音で読む。
あらたしき　としのはじめの　はつはるの　けふふるゆきの　いやしけよごと
日本の高等学校などでは、漢文を日本語の古典文章語に属するものとし、漢文教育を国語教育の一部分としてきた。現在では、主に古代中国の古典が学習されている。高等学校学習指導要領では、1961年の改訂以降は、国語の教科のうちの古典科目（「古典」や「古典講読」など）の中で学習することとなった。また、これまで翻訳されなかった漢籍も「外国語文献」として現代語訳が進められている。しかし、戦前に制定された法令の一部（商法など）は現在も漢文訓読調のため、法学を学ぶにあたってはそれらを理解する能力が必要であり、また、部分的な改正に際しては語調を整えるため、現代においても漢文訓読調の法文が制作される。また、漢文訓読文は漢文に使用されている文字をなるべく維持した翻訳方法のために、漢文で書かれた史料を日本語で翻訳される際には、漢文訓読される（例「井真成墓誌」）。
1990年、NHK総合テレビジョンで「漢詩紀行」という番組が始まった。この番組では主音声で書き下し文を、副音声を現地語で放送しており、漢詩という限られた分野ながら、およそ1500年ぶりに現地語で漢文が読まれる事態となった。

### 前近代の朝鮮
朝鮮では、前近代の公式な書き言葉としては漢文が用いられてきた。漢文の間に活用語尾や助詞に当たる朝鮮語の要素を挿入することが行われてきたが、その形式には、角筆によって紙に点あるいは符号を刻み付ける点吐による釈読口訣、漢字の略字体あるいは画の一部分を省略した符号の字吐による釈読口訣、字吐による音読口訣、そして訓民正音（ハングル）の創製後に用いられるようになった音読口訣の字吐の代わりにハングルを使った諺吐がある。音読口訣の字吐については、一部資料では漢字の字体を省略しない本字そのままの資料もある。

### 大韓民国
1948年ハングル専用法制定以降の大韓民国では、日本で言う漢字教育を漢文教育と呼ぶ。大韓民国の学校教育においては必ずしも日本の中等教育における漢文とは一致せず、「漢文」と名の付いたワークブックが単なる漢字練習帳であることもある。これは漢字が大韓民国の国字ではなく、中国伝来の外国文字であるとの認識に基づく。大韓民国の漢字復活派は漢字教育との呼称を用いるのに対し、ハングル専用派は漢文教育との呼称を用いる。中学校と高校での漢文教育で用いられる「漢文」の教科書の内容は、漢字の学習から漢詩文の読解に至る、言ってみれば漢字教育と漢文教育を合体したものである。教科書で取り上げられる漢詩文の中には朝鮮人の著作(正則漢文による)が多いのは特徴的である。

### ベトナム
ベトナム(越南)では、韓国と同様、公式な書き言葉としては、20世紀に至るまで漢文が用いられてきた。19世紀後半からのフランス植民地化後、インドシナ総督府により、ベトナム語のローマ字表記であるチュ・クォック・グー(𡨸國語)教育を推進したことで、これまでの文字環境に変化が生じ始める。都市部では、1900年代から1930年代にかけて新興のエリート層を中心にチュ・クォック・グーによる教育を受けた若年層が増え、伝統的な漢文・チュノム識字層を少しずつ圧倒していく形になった一方、地方では依然として漢学教育が権威をもっており科挙受験生の私塾などに子を通わせる家庭も多かった。例えばホー・チ・ミンの父も科挙をうけ官吏になったし、ホー・チ・ミン（胡志明）自身も漢学の勉強をしていた。
この時期には、識字率は低かったものの、チュ・クォック・グーと漢文・チュノムの両方を使いこなせるトップエリート層、漢文・チュノムしか読めない伝統的な知識人層や、チュ・クォック・グーしか使いこなせない新興の知識人層が併存し、雑誌、書籍なども複数の文字により刊行されていた。このような状況に終止符を打ったのが、1945年のベトナム民主共和国の独立であり、識字率の向上を意図して、チュ・クォック・グーがベトナム語の公式な表記文字であることを定めた。1950年の暫定教育改革により、中等教育における漢文教育は廃止され、北ベトナムにおける漢文教育の歴史は絶たれた。南ベトナムでは1975年の崩壊まで漢文教育が存続していた。ただし、大学などでの専門教育の場では、現在でも漢文、チュノムの研究は行われている。